# Pachetra conjuncta
Pachetra conjuncta är en fjärilsart som beskrevs av Hirschke 1910. Pachetra conjuncta ingår i släktet Pachetra och familjen nattflyn. Inga underarter finns listade i Catalogue of Life.